# Мадона дела Санита (Перуђа)
Мадона дела Санита је насеље у Италији у округу Перуђа, региону Умбрија.
Према процени из 2011. у насељу је живело 28 становника. Насеље се налази на надморској висини од 483 м.